# Aeroporto di Parigi Beauvais
L'Aeroporto di Parigi Beauvais (IATA: BVA, ICAO: LFOB) è un aeroporto francese situato nel territorio comunale di Tillé, vicino alla città di Beauvais, a 70 km a nord di Parigi, nel dipartimento dell'Oise. È utilizzato principalmente dalle compagnie aeree a basso costo, tra cui Ryanair e Wizz Air.

## Storia
L'aeroporto venne costruito negli anni trenta. Durante la seconda guerra mondiale, durante l'occupazione di parte della Francia, divenne una base dell'aviazione militare tedesca. Dopo la liberazione del Nord della Francia in seguito allo sbarco in Normandia l'aeroporto di Beauvais continuò ad essere usato per fini militari, ma stavolta dalle forze alleate.
Nel dopoguerra ed in seguito alla firma del patto atlantico, per alcuni anni l'aeroporto venne usato dall'esercito francese come aeroporto di riserva per le forze degli alleati in caso di attacco da parte del blocco comunista. A partire dal 1956 venne destinato in maniera esclusiva al traffico commerciale e passeggeri.
Il 1º maggio 1997 la compagnia low-cost Ryanair inizia un collegamento con Dublino, cui numerosi altri si aggiungeranno progressivamente negli anni seguenti ad opera della stessa Ryanair, oltre che di altri vettori a basso costo che utilizzano lo scalo di Beauvais per i voli con destinazione Parigi.
Nel 2008 il proprietario dell'aeroporto (il "Sindacato Misto dell'aeroporto di Beauvais-Tillé", un tipo di associazione tra enti pubblici prevista dalla legge francese), ha rinnovato per altri 15 anni la concessione per la gestione dell'aeroporto alla "Chambre de commerce et d'industrie de l'Oise", che a questo proposito proprio dal 2008 ha iniziato una società (SAGEB, Société Aéroportuaire de Gestion et d'Exploitation de Beauvais) in collaborazione con Veolia Transport. Con questa nuova gestione, 68 milioni di Euro (di cui 14,5 finanziati dal "Sindacato Misto") sono stati investiti per migliorare le strutture di accoglienza dei viaggiatori (costruzione del terminal 2, nuovi parcheggi) e la tutela degli abitati vicini.
Al giorno d'oggi l'aeroporto accoglie i voli di quattro compagnie aeree di cui la principale è Ryanair (84 % del traffico passeggeri totali), impiega circa 1000 persone, è aperto al traffico sia nazionale che internazionale, voli di linea e charter ed agli aeromobili privati.

## Statistiche
Questo grafico non è disponibile a causa di un problema tecnico.
Si prega di non rimuoverlo.
Vedi la query Wikidata di origine.
| Anno | Passeggeri | Evoluzione |
| ---- | ---------- | ---------- |
| 2003 | 969 445    | -          |
| 2004 | 1 427 595  | 47,26%     |
| 2005 | 1 848 484  | 29,48%     |
| 2006 | 1 887 971  | 2,14%      |
| 2007 | 2 155 633  | 14,18%     |
| 2008 | 2 484 635  | 15,26%     |
| 2009 | 2 591 864  | 4,32%      |
| 2010 | 2 931 796  | 13,12%     |
| 2011 | 3 677 794  | 25,45%     |
| 2012 | 3 862 562  | 5,02%      |
| 2013 | 3 952 908  | 2,34%      |
| 2014 | 4 024 204  | 1,80%      |

## Accesso all'aeroporto
Vi si può accedere:
Trasporto pubblico su rotaia
- Transport express régional ( TER. URL consultato il 13 febbraio 2019 (archiviato dall'url originale il 22 luglio 2010).): Parigi Gare du Nord ↔ stazione ferroviaria di Beauvais, collegamenti con l'aeroporto tramite taxi e servizio bus locale

Trasporto pubblico su gomma
- Servizio navetta in pullman con il centro di Parigi[3] Navetta con Parigi: Parigi Porte Maillot ↔ aeroporto di Beauvais-Tillé
- Servizio navetta in pullman con il centro di Rouen: Rouen ↔ aeroporto di Beauvais-Tillé
- Trasporto pubblico extra-urbano[4]: Amiens ↔ Breteuil ↔ Froissy ↔ aeroporto di Beauvais-Tillé ↔ Beauvais
- Trasporto pubblico urbano ( Cabaro Trasporti. URL consultato il 16 novembre 2018 (archiviato dall'url originale il 23 settembre 2017).): Beauvais ↔ Tillé ↔ aeroporto di Beauvais-Tillé

Bus n.6: aeroporto di Beauvais - Beauvais centre
- Servizio navetta Aeroporto - Hotels ( Navetta locale (PDF).): Beauvais ↔ Tillé ↔ Aeroporto di Beauvais-Tillé
- Navetta Disneyland Paris ed aeroporto Charles De Gaulle ( VEA.): Disneyland Resort Paris ↔ aeroporto Charles de Gaulle ↔ aeroporto di Beauvais-Tillé